# سيمون غريغ
سيمون غريغ (بالإنجليزية: Simon Grigg)‏ هو موسيقي نيوزيلندي، ولد في 1955 في أوكلاند في نيوزيلندا.

## وصلات خارجية
- الموقع الرسمي
- سيمون غريغ على موقع ميوزك برينز (الإنجليزية)
- سيمون غريغ على موقع ديسكوغز (الإنجليزية)